# Molly Rosenström
Molly Rosenström, född 3 juli 1999 i Helsingfors är en finlandssvensk sångerska som uppträder under artistnamnet Miss Molly. 

## Biografi
Rosenström har sjungit sedan hon var liten och som tolvåring fick hon tävla mot vuxna talanger i TV-programmet Talent Suomi. Två år senare vann hon tävlingen The voice kids, fick ett skivkontrakt med Universal Music Group och släppte sin första skiva.
Rosenström började att ta sånglektioner och när hon fyllde 16 var hon låtskrivare åt andra. Hon reste till Monaco, Berlin och Los Angeles för att göra musik och fick flera listettor i Asien.
Hon började att intressera sig för jazz och år 2016 kom hon in på jazzlinjen på Sibeliusakademin vid Konstuniversitetet. Hon kom ut med singlarna At night, Loud och Bangs 2017–2018 och  lämnade tillfälligt musikbranschen.
Rosenström blev mamma som nittonårig och bloggar om föräldraskap. Hon har mer än 270 000 följare och har skrivit boken Bli föräldern du vill vara – från autopilot till medvetna val som kommer att utges under 2025.
Hon utsågs till ambassadör för Wateraid i Sverige år 2024 och år 2025 utsågs hon till sommarpratare i radioprogrammet Vegas sommarpratare i YLE.